# Watsonia meriana
Watsonia meriana är en irisväxtart som först beskrevs av Carl von Linné, och fick sitt nu gällande namn av Philip Miller. Watsonia meriana ingår i släktet Watsonia och familjen irisväxter.

## Underarter
Arten delas in i följande underarter:
- W. m. bulbillifera
- W. m. meriana

## Bildgalleri

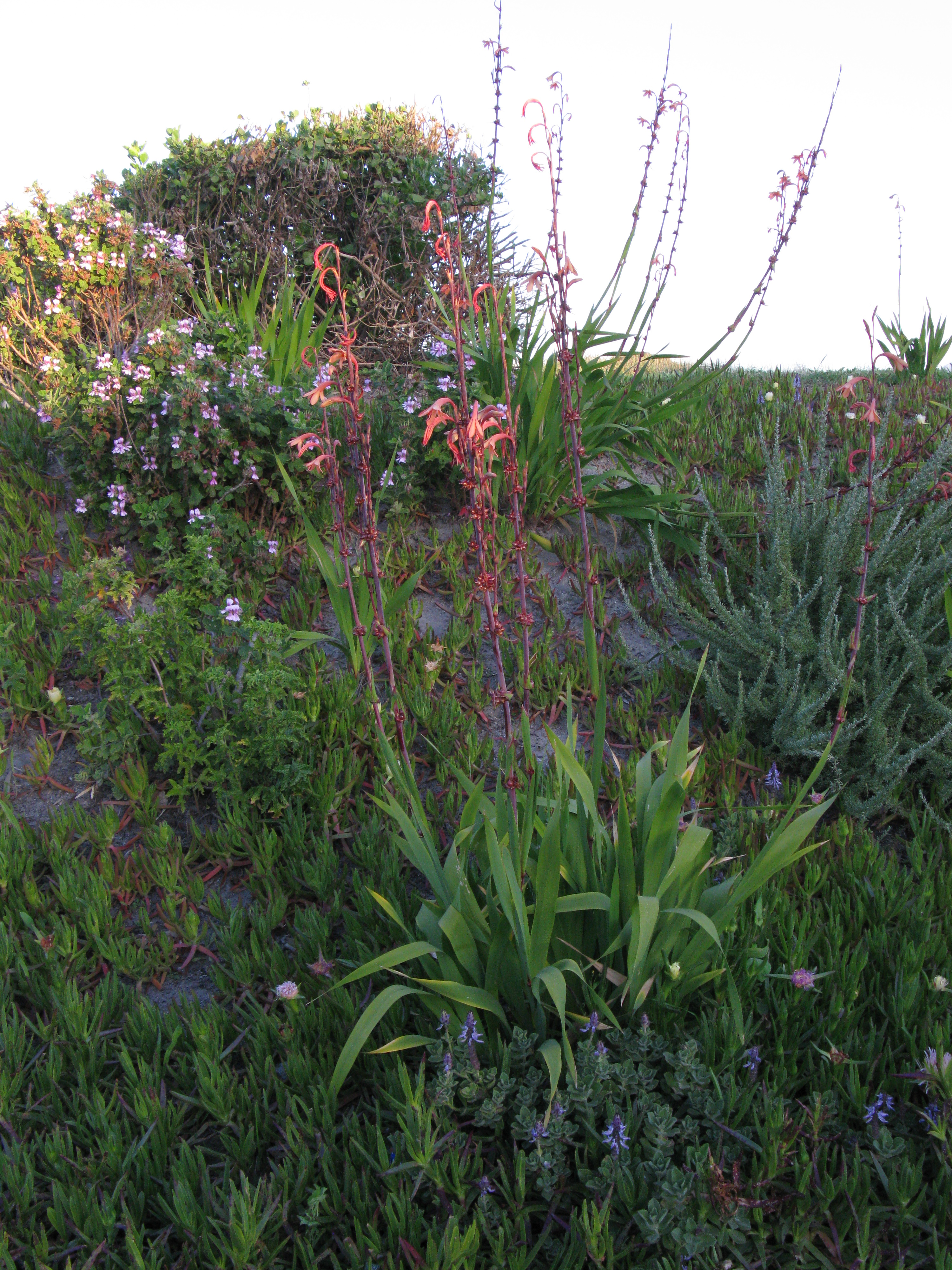
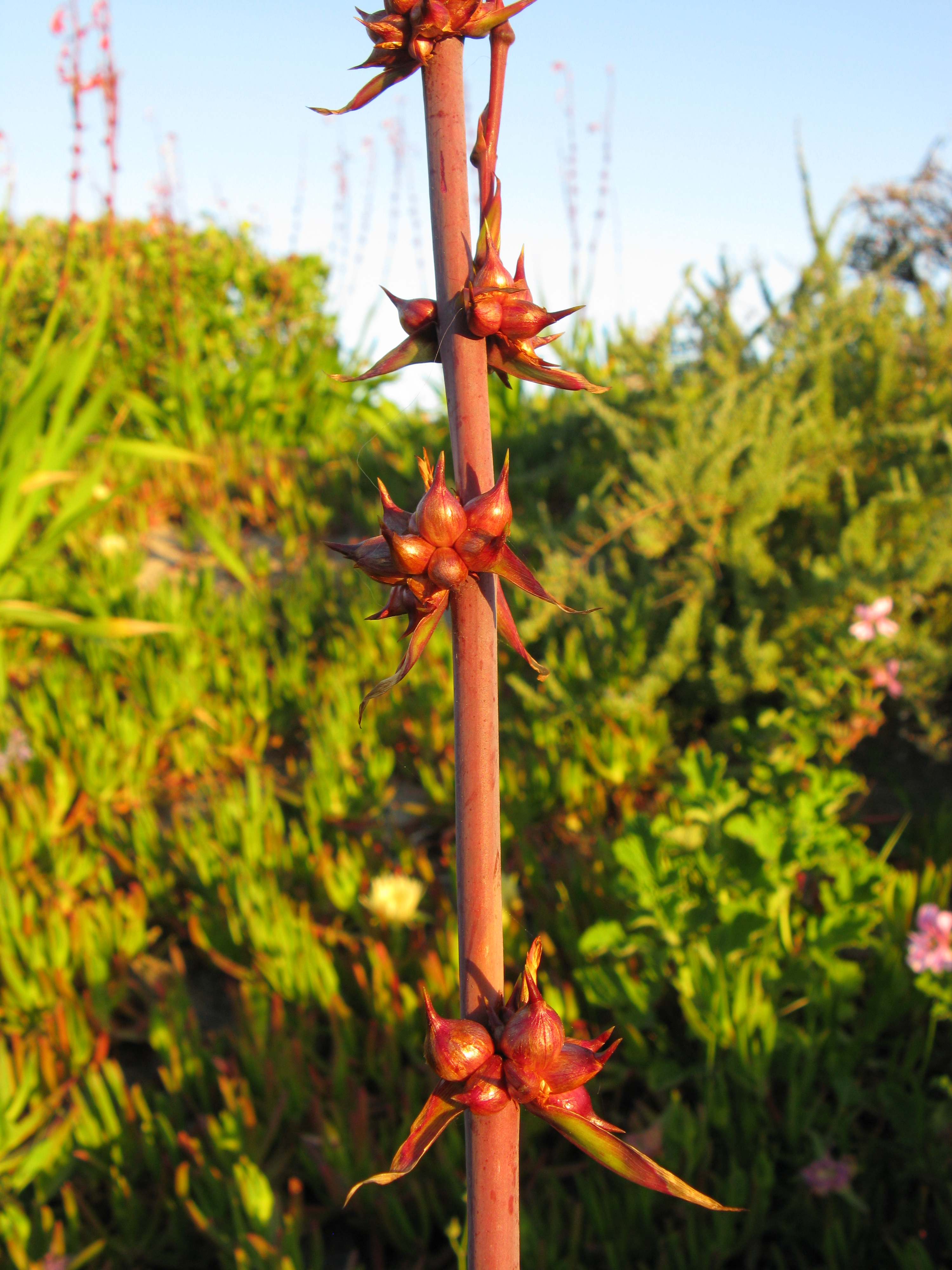